# Cydia grunertiana
Cydia grunertiana is een vlinder uit de familie bladrollers (Tortricidae). De wetenschappelijke naam is voor het eerst geldig gepubliceerd in 1868 door Ratzeburg.
De soort komt voor in Europa.